# Magyarhertelend
Magyarhertelend je selo u južnoj Mađarskoj. 
Zauzima površinu od 16,16 km četvornih.

## Zemljopisni položaj
Nalazi u sjeverozapadnom podnožju gore Mečeka (mađ. Mecsek), na 46°11' sjeverne zemljopisne širine i 18°9' istočne zemljopisne dužine. Obližnje selo Đabir se nalazi 3 km zapadno, a Raslovo je 4 km sjeverno.

## Upravna organizacija
Upravno pripada komlovskoj mikroregiji u Baranjskoj županiji. Poštanski broj je 7394.
1981. je Magyarhertelendu pripojeno selo Barátúr.

## Povijest
U 19. stoljeću selo se zvalo Nagyhertelend. Katoličku crkvu su sagradili 1777. godine. U 18. stoljeću živjelo je u selu 380 Mađara i 172 Nijemca. Većina stanovništva su bili katolici, manjina su židovske vjere.

## Promet
Magyarhertelend se nalazi na željezničkoj prometnici. U selu je i željeznička postaja.

## Stanovništvo
U Magyarhertelendu živi 668 stanovnik (2005.). Mađari su većina. Romi čine 2,8%, a Nijemci 1,8% stanovništva. Romi i Nijemci imaju manjinske samouprave. Blizu 72% stanovnika su rimokatolici, 2,5% je kalvinista, nekoliko luterana te petina stanovnika za koje nije poznata vjera ili su se odbili vjerski izjasniti.

## Vanjske poveznice
- (mađ.) Magyarhertelend Önkormányzatának honlapja  Arhivirana inačica izvorne stranice od 21. kolovoza 2006. (Wayback Machine)
- (mađ.) Magyarhertelend a Vendégvárón  Arhivirana inačica izvorne stranice od 28. lipnja 2006. (Wayback Machine)
- (mađ.) Plan naselja  Arhivirana inačica izvorne stranice od 16. svibnja 2011. (Wayback Machine)
- Magyarhertelend na fallingrain.com